# 张休
張休（205年—245年），字叔嗣，三國時東吳重臣張昭之子，張承之弟。
張休成年後與諸葛恪、顧譚和陳表當太子孫登的僚友，以《漢書》教授，為右弼都尉。孫權當時好狩獵，每每到黃昏才回來，張休上疏勸諫，孫權同意張休，並向張昭展示張休的上疏。
孫登死後，張休任侍中、羽林都督、平三典軍事、揚武將軍。後來，被魯王孫霸的黨羽誣陷，聲稱他與顧譚和顧承在芍坡的戰功是與典軍陳恂合謀誇大的。赤烏八年（245年）张休、顾承、顾谭三人皆被流放交州。中書令孫弘为人阴险狡诈，張休向来讨厌他。孫弘乘機再进谗言，最後張休被賜死，死時四十一歲。